# Love (John-Lennon-Lied)
Love (englisch ‚Liebe‘) ist ein Lied von John Lennon aus dem Jahr 1970, das von ihm geschrieben und in Kooperation mit Yoko Ono und Phil Spector produziert wurde. Es erschien erstmals am 11. Dezember 1970 auf dem Album John Lennon/Plastic Ono Band und zwölf Jahre später als Single.

## Hintergrund
Love ist ein Liebeslied, das von Lennons Gefühlen für Yoko Ono inspiriert war. John Lennon sagte 1970 gegenüber dem Rolling Stone Magazine: „Love schrieb ich im Geiste der Liebe. In all dem Scheiß habe ich es im Geiste der Liebe geschrieben. Es ist für Yoko, es hat all diese Konnotation für mich. Es ist eine wunderschöne Melodie und ich bin nicht einmal dafür bekannt, Melodien zu schreiben.“
Lennon hatte ein Gitarrendemo von Love in Bel Air, Los Angeles, aufgenommen, wo er sich im Sommer 1970 aufhielt, während er sich einer Primärtherapie bei Dr. Arthur Janov unterzog. Die Aufnahme ist die einzige dieser Zeit, der die Wut oder Bitterkeit fehlte.
Bei den Probeaufnahmen zum Album John Lennon/Plastic Ono Band entschied sich Lennon Love musikalisch einfach zu gestalten und spielte das Lied mit einer akustischen Gitarre ein. Nachdem er eine zufriedenstellende Aufnahme aufgenommen hatte, bat Lennon Phil Spector, einen Klavierpart hinzuzufügen.
Love wurde zu John Lennons Lebzeiten nicht als Single veröffentlicht, obwohl er es erwog. Lennon entschied sich stattdessen für Mother. Love erhielt aber Radioairplay bei Radiosendern in den USA, Lennon sagte 1970 dazu: „Die Leute werden mein Album nicht mögen, nur weil es dem Rolling Stone gefallen hat. Die Leute müssen in gewisser Weise gehypt werden, sie müssen es auf die bestmögliche Art und Weise präsentiert bekommen. Und wenn 'Love' es kann – weil ich den Song 'Love' mag. Ich mag die Melodie und die Worte und alles, ich finde es wunderschön. Ich bin eher ein Rocker, das ist alles. Ursprünglich habe ich 'Mother' und 'Love' als Single konzipiert, aber ich möchte eine mit ihr [Yoko] herausbringen. Dann muss ich einen loswerden. Aber ich denke, 'Love' wird mir mehr guttun.“
Bei Love beginnt die Klaviereinleitung sehr leise und wird dann allmählich hochgesteuert und damit hörbar, das Ende des Liedes wird ebenfalls langsam ausgesteuert. Im November 1982 erschien Love in einigen Ländern als 7″-Vinyl-Single, die sich vor allem dadurch unterscheidet, dass das Klavierintro und das Outro mit der gleichen Lautstärke wie der Rest des Songs gemischt wurde. Die Single wurde auch in Stereo veröffentlicht, die ursprüngliche Albumversion wurde in Mono abgemischt. Das Bild auf dem Cover der Singleveröffentlichung wurde von der Fotografin Annie Leibovitz am 8. Dezember 1980 aufgenommen – dem Tag von Lennons Ermordung.

## Aufnahme
Die Aufnahmen für Love fanden am 9. 15. und 19. Oktober 1970 in den Abbey Road Studios statt. 40 Takes wurden aufgenommen, von denen der 37. zum Master wurde, der am 19. Oktober eingespielt wurde. Ausführende Produzenten des Liedes waren John Lennon, Yoko Ono und Phil Spector. Die Toningenieure in den Abbey Road Studios am 19. Oktober waren Phil McDonald und John Leckie.
Besetzung: 
- John Lennon: Gesang, Akustische Gitarre
- Phil Spector: Klavier

## Veröffentlichung

### Singleveröffentlichungen
- Auf den Philippinen erschien 1970/1971 die Single Love / Remember. Als Interpret wurde auf dem Schallplattenlabel irrtümlich ‚The Beatles‘ aufgeführt.[1]
- Love mit neuer Abmischung und der B-Seite: Give Me Some Truth vom Album Imagine erschien am 1. November 1982 in Großbritannien[2] und Deutschland.
- 1998 erschien in Japan die Promotion-CD Love (Single Version) / Stand By Me / Love (Original Version)[3]
- Am 6. Oktober 2000 wurde in Japan die CD-Single Love / Stand By Me veröffentlicht.[4]

### Albumveröffentlichungen
- Am 11. Dezember 1970 erschien das Album John Lennon/Plastic Ono Band auf dem sich Love befindet. Im Oktober 2000 wurde das Album in einer remasterten und neu abgemischten Version wiederveröffentlicht.[5]
- Auf der John Lennon Anthology erschien am 2. November 1998 ein Outtake von Love. Diese Version erschien auch auf dem Album Acoustic im November 2004.
- Love befindet sich auf folgenden John Lennon-Kompilationsalben: The John Lennon Collection, Lennon, Lennon Legend: The Very Best of John Lennon, Peace, Love & Truth, The U.S. vs. John Lennon, Working Class Hero: The Definitive Lennon, Gimme Some Truth, John Lennon Collector’s Edition, Signature Box, ICON.
- Am 23. April 2021 erschien die bisher inhaltlich umfangreichste Wiederveröffentlichung der John Lennon/Plastic Ono Band-Aufnahmen. Die Lieder des Albums wurden von Paul Hicks in den Abbey Road Studios und den The Hix Factory Studios neu abgemischt. Für die Neuabmischung gab Yoko Ono die Anweisung, dass der Sound des Albums und der Gesang von John Lennon klarer hörbarer werden sollten. Darüber hinaus wurde auch eine 5.1-Abmischung hergestellt. Die Super-Deluxe-Box enthält auch alternative Versionen von Love: (Take 6), (Take 9), (Take 37), (Element Mix), (Evolution Mix), (New Mix), (Home Demo).
- Am 9. Oktober 2020 erschien das Kompilationsalbum GIMME SOME TRUTH., das neuabgemischte Lieder beinhaltet, so auch Love.

## Musikvideo
2003 ließ Yoko Ono ein Musikvideo zu dem Song herstellen. Das Video enthält Ausschnitte von Filmen mit John Lennon und Yoko Ono von folgenden Drehorten: Battery Park, New York, 4. September 1971; South Beach, Staten Island mit der Verrazano-Narrows-Brücke im Hintergrund, 10. September 1971 und Sperone Westwater Fischer Gallery, 142 Greene Street, New York, 26. November 1980.

## Rezeption

### Chartplatzierungen
Love stieg am 14. November 1982 auf Rang 56 der britischen Singlecharts ein und erreichte seine beste Platzierung zwei Wochen später mit Rang 41. Die Single platzierte sich acht Wochen am Stück in den Top 100, letztmals in der Chartwoche vom 2. Januar 1983. Für Lennon avancierte Love zum zwölften Charthit als Solokünstler im Vereinigten Königreich.
| ChartsChartplatzierungen     | Höchstplatzierung | Wochen |
| ---------------------------- | ----------------- | ------ |
| Vereinigtes Königreich (OCC) | 41 (8 Wo.)        | 8      |

### Auszeichnungen für Musikverkäufe
| Land/Region  | Auszeichnungen für Musikverkäufe (Land/Region, Auszeichnung, Verkäufe) | Verkäufe |
| ------------ | ---------------------------------------------------------------------- | -------- |
| Japan (RIAJ) | Gold                                                                   | 100.000  |
| Insgesamt    | 1× Gold ·                                                              | 100.000  |

Hauptartikel: John Lennon/Auszeichnungen für Musikverkäufe

## Coverversionen
Es gibt über 75 Coverversionen von Love. Unter anderen von folgenden Künstlern: Barbra Streisand, Shirley Bassey, Gerry Marsden, Kenny Loggins, Curtis Stigers, The Cure und Beck.